# Radio Arverne
 (septembre 2018).
Radio Arverne est une radio associative indépendante créée en 1988 à Gerzat, près de Clermont-Ferrand, dans le Puy-de-Dôme, membre de la Confédération des radios associatives non commerciales de Rhône-Alpes (CRANCRA).

## Historique
Radio Arverne est créée en 1988. 
En 2012, la radio revoit son site Internet pour y intégrer les podcasts de ses émissions.

## Présentation
Radio Arverne est une radio locale associative basée à Gerzat, dans le Puy-de-Dôme, près de Clermont-Ferrand. Elle est membre de la Confédération des radios associatives non commerciales de Rhône-Alpes (CRANCRA). Elle emploie trois salariés et rassemble une quarantaine de bénévoles.

## Diffusion
À sa création, Radio Arverne émet depuis la commune de Gerzat sur la bande FM à la fréquence de 103,9 MHz, diffusant alors ses programmes sur cette commune de l'agglomération Clermontoise.
Depuis 1992, elle est autorisée à diffuser sur toute la plaine de la Limagne à la fréquence de 100.2 MHz,. Elle déplace alors son émetteur sur la Croix de Ternant (commune d'Orcines), un patrimoine religieux appartenant au diocèse de Clermont-Ferrand. Cet émetteur de 1 000 watt se situe à 1 003 mètres d'altitude, élevé à 15 mètres du sol grâce à la sculpture métallique de l'édifice représentant une croix catholique.
Le 11 septembre 2007, Radio Arverne se voit autoriser une nouvelle fréquence FM, 89,8 MHz, afin de diffuser sur le territoire des Combrailles. Elle installe un émetteur de 1 000 watt à La Roche Sauterre (commune de Saint-Gervais d'Auvergne) à 946 mètres d'altitude. À cause de problèmes financiers, Radio Arverne décide de se séparer de cette fréquence le 6 décembre 2011.